# Tiger-Zwergvogelspinne
Die Tiger- oder Trinidad-Zwergvogelspinne (Neoholothele incei, Synonym: Holothele incei) ist eine Webspinne aus der Familie der Vogelspinnen (Theraphosidae). Ihre Trivialnamen erhält die in Teilen Mittel- und des nördlichen Südamerikas vorkommende Art durch ihr optisches Erscheinungsbild und ihr Verbreitungsgebiet.
Die englischsprachige Trivialbezeichnung der Art lautet Trinidad olive tarantula (übersetzt „Trinidad-Olivenvogelspinne“).

## Merkmale
Die Tiger-Zwergvogelspinne erreicht eine Körperlänge von meistens dreißig, maximal vierzig Millimetern und zählt somit zu den Zwergvogelspinnen. Das Weibchen der Art besitzt eine goldgelbe und das Männchen eine hellgraue Grundfärbung. Der Carapax, das ist der Rückenschild des Prosomas bzw. Vorderkörpers, ist metallisch bronze-grün bis schwarz. Darüber hinaus weist der Carapax ein sternförmiges Muster auf. Das Opisthosoma ist mit mehreren braunen Querstreifen versehen. Die Tiger-Zwergvogelspinne verfügt auf dem Opisthosoma außerdem über Brennhaare und zählt somit zu den bombardierfähigen Vogelspinnen.

### Ähnliche Arten
Eine der Tiger-Zwergvogelspinne ähnliche Art ist die nah verwandte Neoholothele fasciaaurinigra, die neben der Tiger-Zwergvogelspinne einzige Art der Gattung Neoholothele.

## Vorkommen

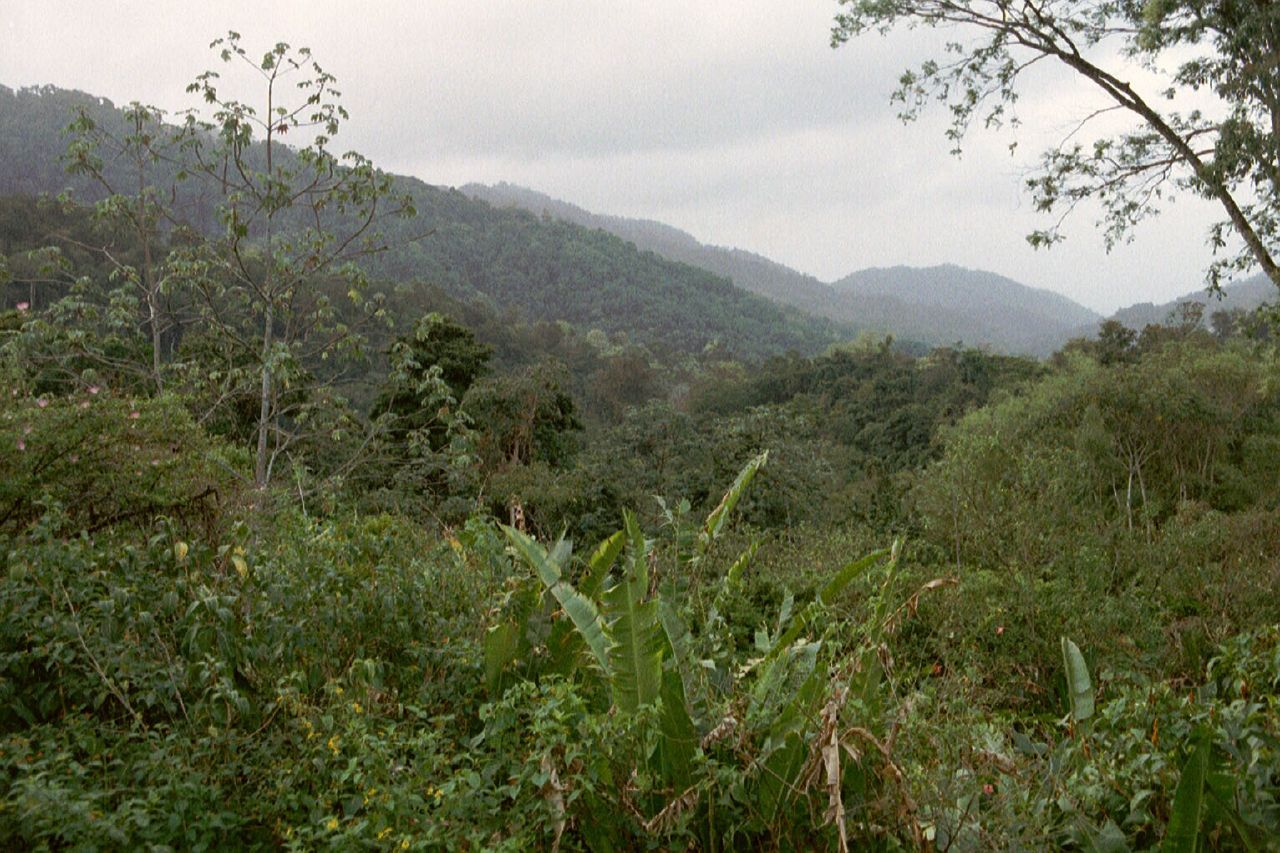
Regenwald im Asa Wright Nature Centre auf der Insel Trinidad, einer der Lebensräume der Tiger-Zwergvogelspinne.

Die Tiger-Zwergvogelspinne bewohnt Trinidad und Tobago sowie Venezuela. Dort lebt sie in den tropischen Regenwälder.

### Bedrohung und Schutz
Die Bestände der Tiger-Zwergvogelspinne werden von der IUCN nicht erfasst, womit keine Informationen über mögliche Bestandsbedrohungen der Art vorliegen.

## Lebensweise
Die Tiger-Zwergvogelspinne zählt zu den bodenbewohnenden Vogelspinnen und gräbt sich wie viele dieser Spinnen Wohnröhren, die dann mit einem vergleichsweise weitausladenden Gespinst ausgekleidet werden. Als eine der wenigen Spinnen zählt die Art zu denen, die ein soziales Verhalten zeigen. So lebt die Tiger-Zwergvogelspinne in Kolonien mit einer beachtlich hohen Anzahl an Individuen. Die wie alle Vogelspinnen nachtaktive Art verlässt ihren Unterschlupf vorzugsweise in der Abenddämmerung und sucht nach Beutetieren. Am Tag befindet sie sich meist am Ausgang ihrer Wohnröhre.
Die Tiger-Zwergvogelspinne ist vergleichsweise aggressiv und neigt bei der Begegnung mit einem möglichen Prädatoren (Fressfeind) leicht zu einer für Vogelspinnenartige (Mygalomorphae) typischen Drohgebärde. Erzielt diese keine Wirkung, wehrt sich die Spinne auch mit einem Biss. Alternativ kann sie sich auch durch Bombardieren, also durch Abstreifen der Brennhaare in Richtung des Angreifers verteidigen oder sie ergreift die Flucht und zieht sich in ihren Unterschlupf zurück.

### Fortpflanzung
Das Fortpflanzungsverhalten der Tiger-Zwergvogelspinne unterscheidet sich nicht von dem anderer Vogelspinnen und die Paarung als solche verläuft zumeist friedlich. Drei bis fünf Wochen nach der Paarung legt das begattete Weibchen einen Eikokon an, der 50 bis 100 Eier enthält. Die Jungtiere schlüpfen etwa sechs Wochen nach der Herstellung des Eikokons und wachsen recht schnell heran. Nicht selten legt das Weibchen einen zweiten Kokon an, der dann aber meist weniger Eier als der erste enthält. Weibchen der Tiger-Zwergvogelspinne werden sieben bis fünfzehn Jahre alt, Männchen hingegen nur zwei.

## Terraristik
Wie viele andere Vogelspinnen wird auch als Heimtier in der Terraristik, braucht aber wie alle Regenwaldbewohner eine bestmögliche Simulierung der Luftfeuchtigkeit und der Temperatur ihres natürlichen Verbreitungsgebiets. Außerdem sollte man dem aggressiven und hektischen Wesen der Tiger-Zwergvogelspinne bewusst sein, ehe man ein oder mehrere Exemplare der Art erwirbt. Positiv zu vermerken ist, dass die Tiger-Zwergvogelspinne aufgrund ihrer geselligen Lebensweise auch in Gruppen gehalten werden kann, sofern das jeweilige Behältnis die notwendige Größe zur Unterbringung mehrerer Exemplare aufweist und das Nahrungsangebot ausreichend ist, damit Kannibalismus vorgebeugt werden kann.
Im Handel existiert eine Form der Tiger-Zwergvogelspinne mit dem Namen „(Neo)Holothele incei Gold“, die ihren Namen durch ihren goldenen Schimmer erhält, der auf eine Farbmutation zurückzuführen ist.

## Systematik
Die Tiger-Zwergvogelspinne erfuhr vermehrt Umbenennungen und Umstellungen, so erhielt die Art bei ihrer Erstbeschreibung 1898 von Frederick Octavius Pickard-Cambridge den Namen Hapalopus incei. Die heute gültige Bezeichnung Neoholothele incei erhielt die Art 2015 von José Paulo Leite Guadanucci und Dirk Weinmann, die in diesem Jahr auch die Gattung Neoholothele beschrieben und die Tiger-Zwergvogelspinne von der Gattung Holothele in diese eingliederten. Heute ist die Tiger-Zwergvogelspinne die Typusart und eine von zwei Arten der Gattung. Die andere ist die 2015 ebenfalls von Guadanucci und Weinmann erstbeschriebene Neoholothele fasciaaurinigra. Die Tiger-Zwergvogelspinne wurde mehrmals unter verschiedenen Namen beschrieben oder in unterschiedliche Gattungen gestellt und weist  daher einige Synonyme auf, beispielsweise:
- Chaetorrhombus longipes Schiapelli & Gerschman, 1945
- Cyclosternum longipes Schmidt, 1993
- Holothele incei Rudloff, 1997
- Holothele vellardi Rudloff, 1997